# Kim Jong-Kyu
Kim Jong-Kyu, född den 2 mars 1958, är en sydkoreansk brottare som tog OS-silver i flugviktsbrottning i fristilsklassen 1984 i Los Angeles. 